# Estorf (Stadei járás)
Estorf település Németországban, azon belül Alsó-Szászország tartományban. Lakosainak száma 1490 fő (2023. december 31.).

## Népesség
A település népességének változása:
| Lakosok száma | 1429 | 1415 | 1405 | 1452 | 1489 | 1490 |
|               | 2016 | 2017 | 2019 | 2021 | 2022 | 2023 |